# Valmunster

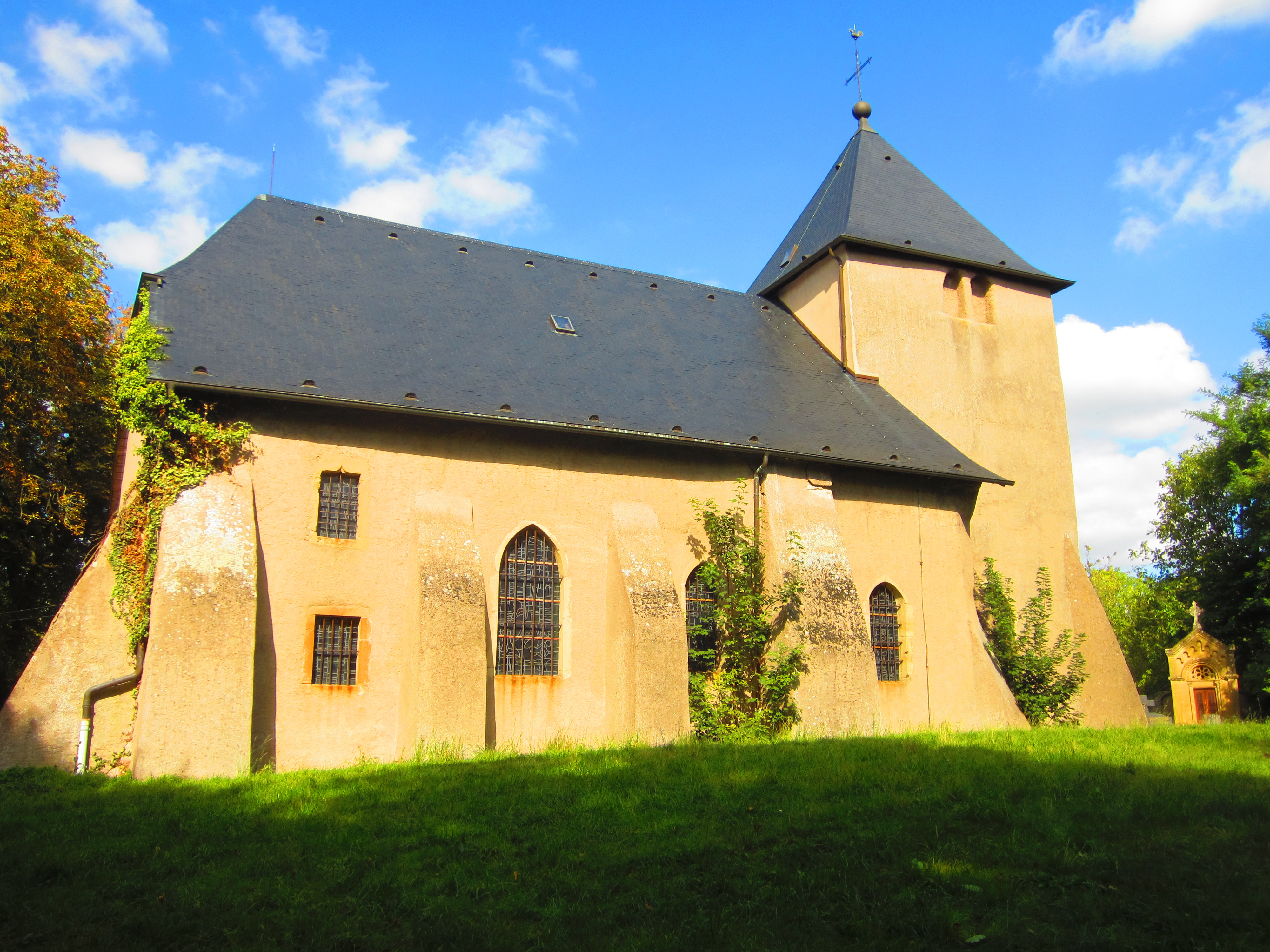
Kirche St. Jean-Baptiste

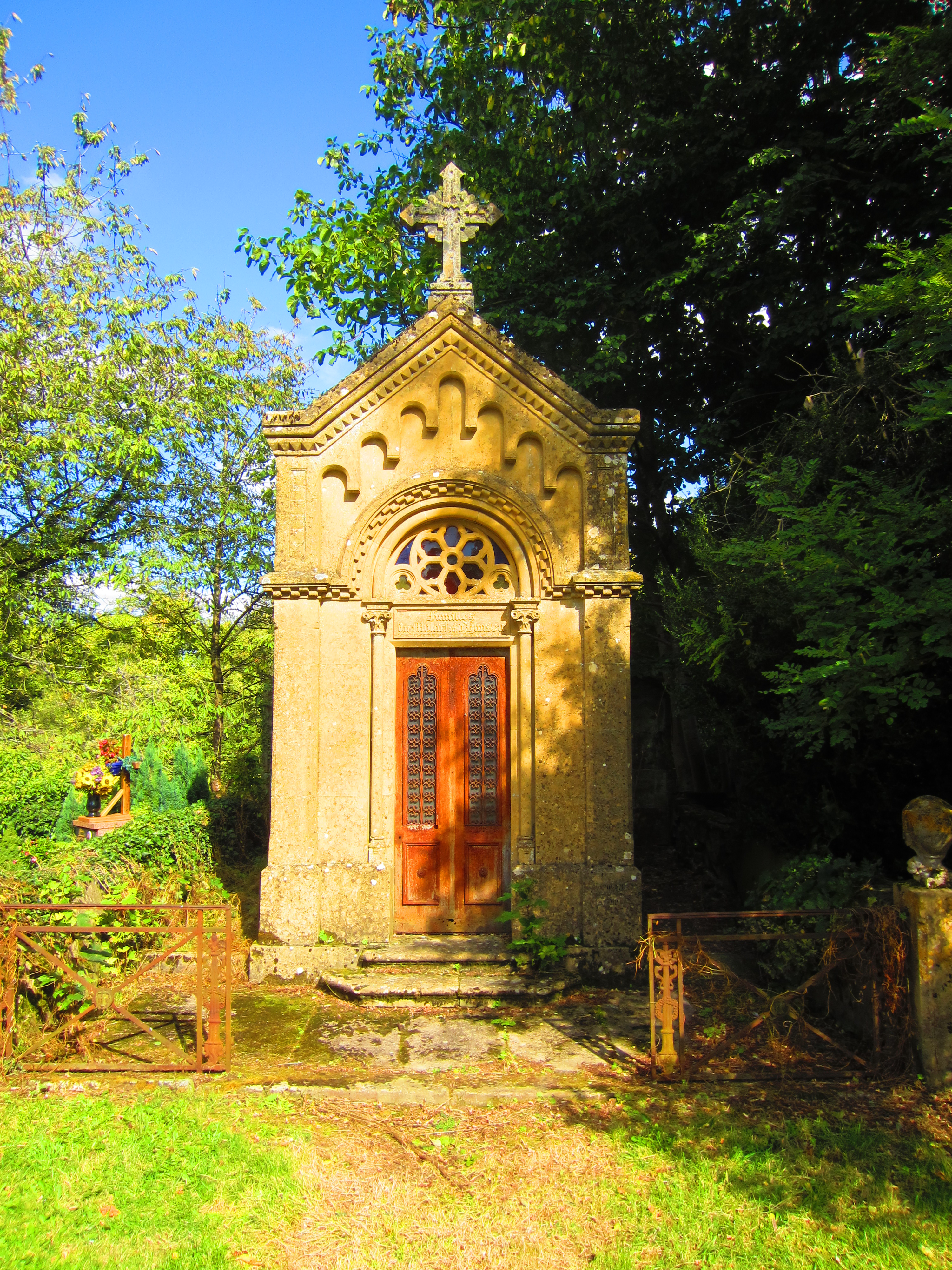
Kapelle

Valmunster (deutsch Valmünster) ist eine französische Gemeinde mit 82 Einwohnern (Stand 1. Januar 2022) im Département Moselle in der Region Grand Est (bis 2015 Lothringen). Der Name des Ortes geht auf die deutschen Worte „wallen“ (wallfahren, pilgern) und „Münster“ (Kirche) zurück.

## Geographie
Valmunster liegt im ursprünglich deutschsprachigen Teil Lothringens, etwa 34 Kilometer nordöstlich von Metz, sieben  Kilometer nördlich von Boulay-Moselle (Bolchen) und 15 Kilometer westlich der saarländischen Stadt Überherrn.

## Geschichte
Der Ort wurde urkundlich erwähnt als Villa Walamonasterii (11. Jahrhundert), Walamunster (1145), Walmuster  (16. Jahrhundert), Waumünster, Waminster, Walminster, Walmunster (1594), Valmunster (1681), Volmünster (1779) und Walmeister. Die Ortschaft gehörte früher zum Herzogtum Lothringen im Heiligen Römischen Reich. Im Jahr 1506 erhielt Lantavein Bockenhausen V. den Ort von Herzog René II. von Lothringen als Lehen. Hier befand sich einst eine Priorei, die der Bischof von Metz mit dem Kloster Mettlach verbunden hatte. Die Reste der Gebäude beherbergten später eine Alaun- und Vitriolfabrik des Barons von Molart, dessen Familie sie noch um 1871 in Besitz hatte. Im 19. Jahrhundert wurde auf der Gemarkung des Dorfs vorübergehend Braunkohle abgebaut.
Das Gemeindewappen zeigt die Symbole der Familie Maillard, die von der Abtei Mettlach eingesetzten Herren über Valmunster. Der Krummstab erinnert an diese Abtei.
Durch den Frankfurter Frieden vom 10. Mai 1871 kam das Gebiet von Frankreich an Deutschland und das Dorf wurde dem Kreis Bolchen im Bezirk Lothringen des Reichslandes Elsaß-Lothringen zugeordnet. Die Dorfbewohner betrieben Landwirtschaft; auf der Gemarkung gab es einen Gipssteinbruch.
Nach dem Ersten Weltkrieg musste die Region aufgrund der Bestimmungen des Versailler Vertrags 1919 an Frankreich abgetreten werden. Im Zweiten Weltkrieg war die Region von der deutschen Wehrmacht besetzt, und die Gemeinde stand bis 1944 unter deutscher Verwaltung.

### Bevölkerungsentwicklung
| Jahr      | 1962 | 1968 | 1975 | 1982 | 1990 | 1999 | 2007 | 2019 |
| Einwohner | 74   | 81   | 64   | 82   | 96   | 94   | 82   | 86   |

## Sehenswürdigkeiten
- Kirche St. Jean-Baptiste (Johannes der Täufer), sie wurde im 10. Jahrhundert erstmals urkundlich erwähnt. Die Bergkirche mit Friedhof, eine ehemalige Prioratskirche,[4] wurde für die umliegenden Ortschaften errichtet.[1] Der niedrige, klobige Turm  stammt aus dem Jahr 1210. Die Turmhalle ist eingewölbt und dient als Chor. Ein anderer Teil des Baus ist von 1322.[2] Im Jahr 1537 wurde das Kirchenschiff in eine kreuzrippengewölbte Hallenkirche umgebaut.
- Neben der Kirche steht ein schlichtes Schloss des 17. Jahrhunderts.

Kirche St. Jean-Baptiste
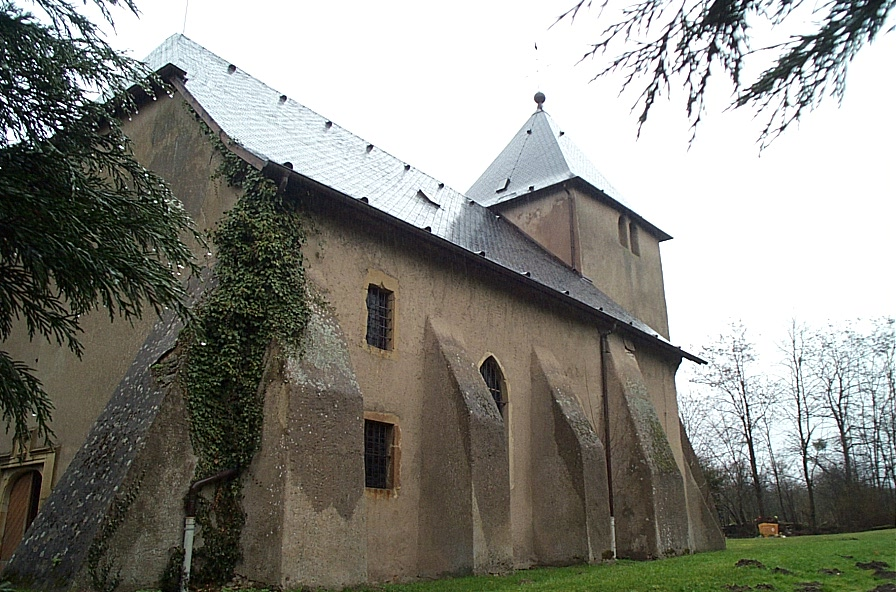
Außenmauer mit Stützpfeilern
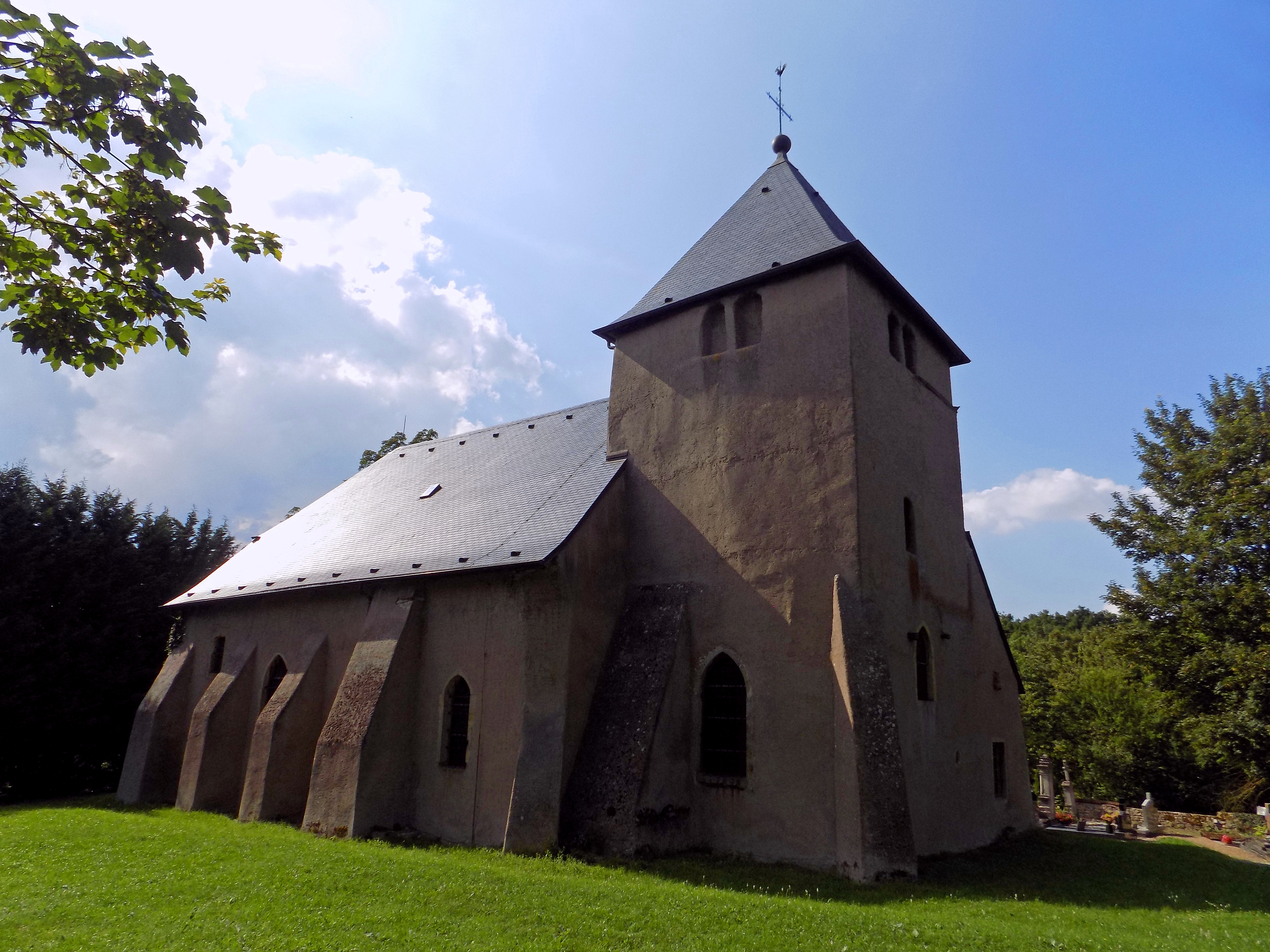
Turmseite
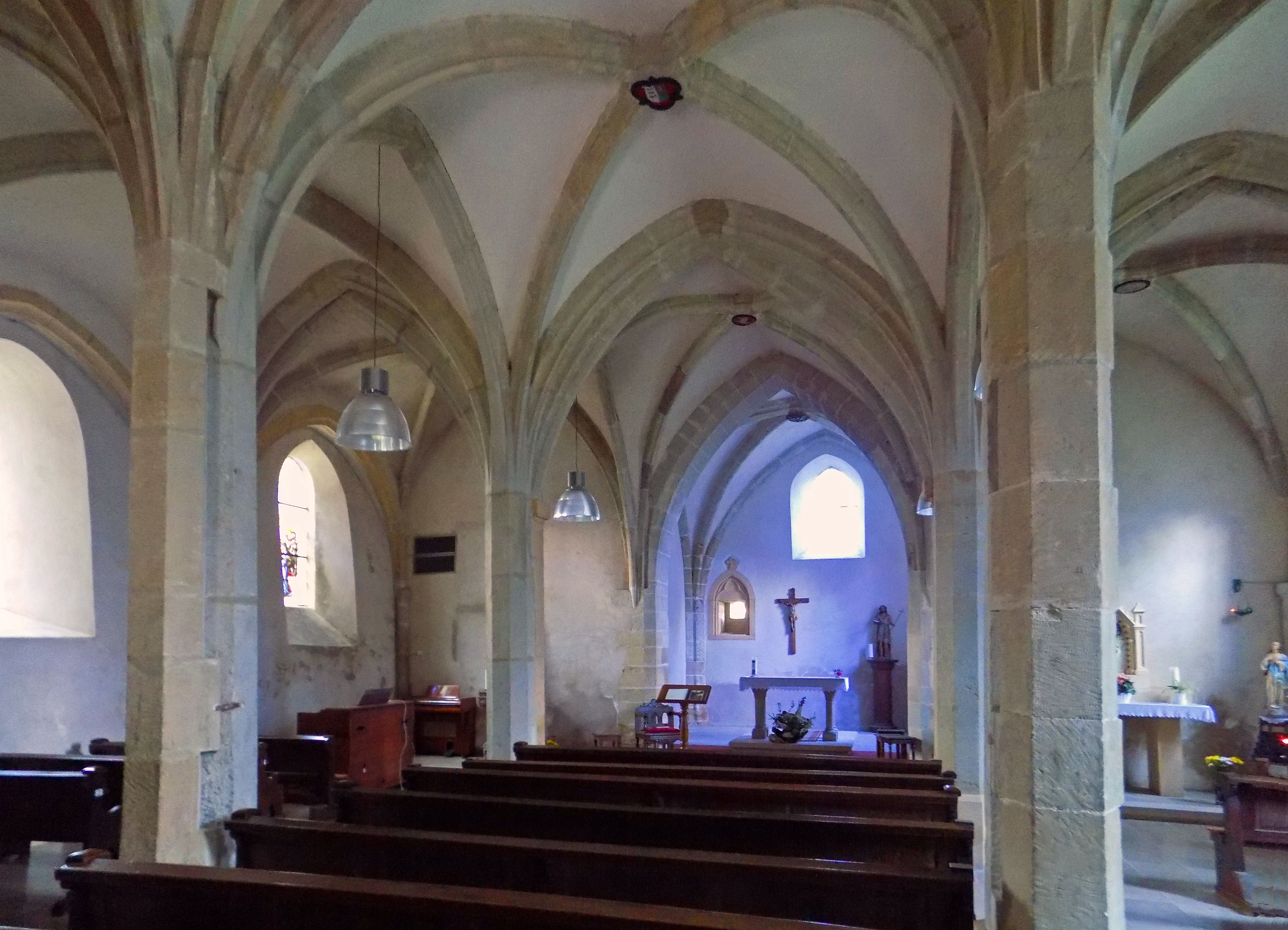
Innenraum
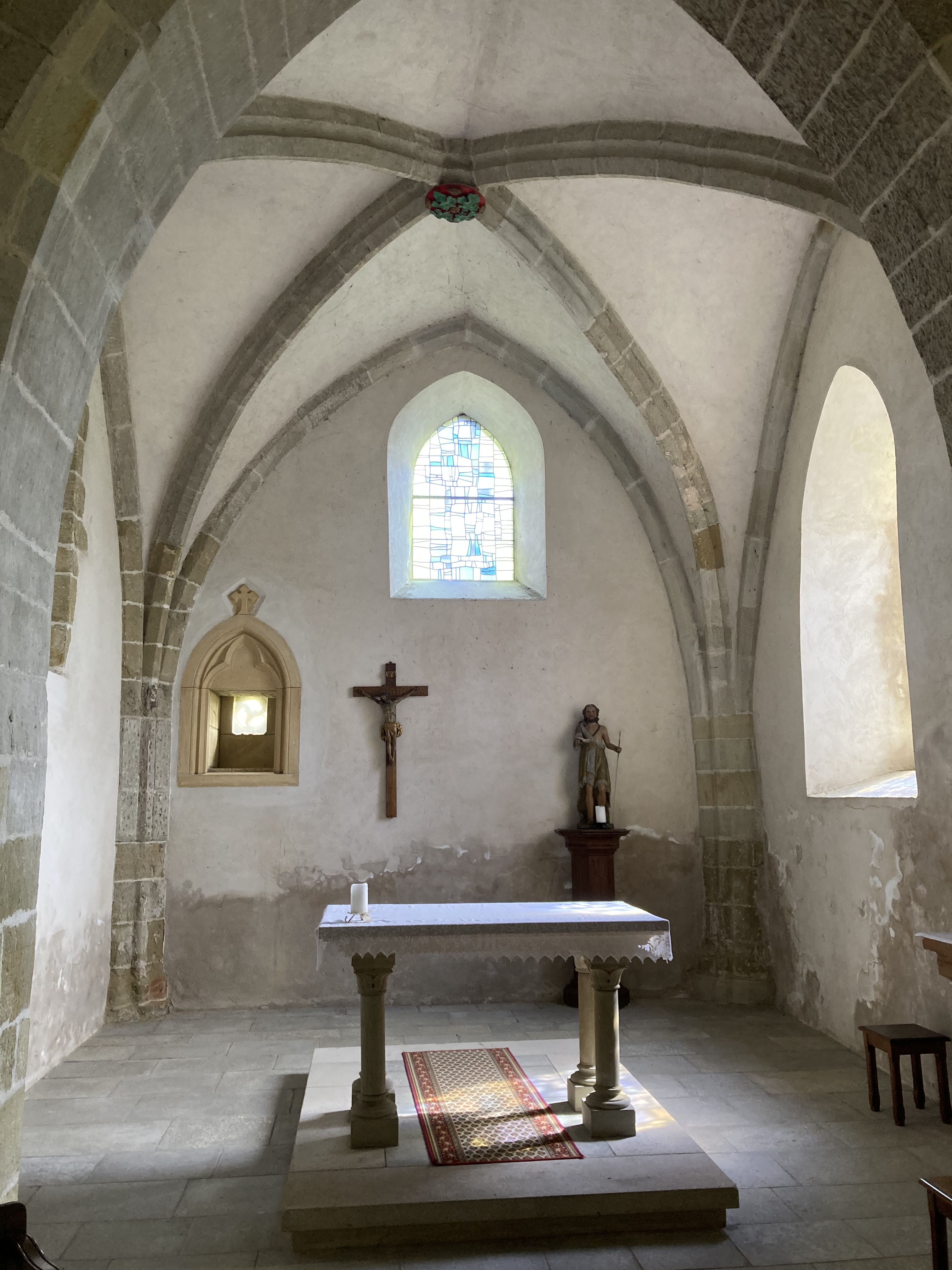
Altarnische

## Belege
1. 1 2  Franz Xaver Kraus: Kunst und Alterthum in Elsass-Lothringen. Beschreibende Statistik. Band III: Kunst und Althertum in Lothringen, Friedrich Bull, Straßburg 1886, S. 998–1000 (google-books.com).
2. 1 2 3 4 5  Eugen H. Th. Huhn: Deutsch-Lothringen. Landes-, Volks- und Ortskunde, Stuttgart 1875,  S. 354–355 (google-books.com).
3. ↑  Wappenbeschreibung auf genealogie-lorraine.fr (französisch)
4. ↑  Georges Boulangé: Notes pour servie a la statistique monumentale de la Moselle, in: Mémoires de l'Academie de Metz, XXXVe Année, 1853–1854, Metz 1854, pp. 295–327, insbesondere p. 309 ff. (BnF Gallica).